# Dendrobium crassicaule
Dendrobium crassicaule är en orkidéart som beskrevs av Rudolf Schlechter. Dendrobium crassicaule ingår i släktet Dendrobium, och familjen orkidéer. Inga underarter finns listade i Catalogue of Life.